# Dream a Little Dream
Pour plus de détails, voir Fiche technique et Distribution.
Dream a Little Dream, ou De l'autre côté du rêve (Dream a Little Dream), est un film américain de Marc Rocco, sorti en 1989. Rocco a également produit et scénarisé le film avec l'aide de D.E. Eisenberg.

## Synopsis
Bobby (Corey Feldman) et Dinger (Corey Haim), deux ados aussi excentriques que provocateurs, sont les marginaux de leur lycée. Élèves médiocres, ils cumulent les échecs sentimentaux et endurent un conflit permanent avec leur famille.
Chaque matin, Bobby et Dinger prennent un malin plaisir à profaner le jardin d'un couple de retraités, les Ettinger. Gena (Piper Laurie) et Coleman Ettinger (Jason Robards) sont des éternels romantiques, aussi épris l'un de l'autre que le jour de leur rencontre. À priori, ils sont aussi l'opposé radical des deux amis...
Un accident va pourtant bouleverser le cours des choses : à la suite d'un concours de circonstances, Monsieur Ettinger se retrouve dans le corps de Bobby ! Et si, aidé par Coleman, ce dernier tenait là l'occasion de séduire la jolie Lainie (Meredith Salenger) et d'améliorer sa vie ?

## Fiche technique
- Titre original : Dream a Little Dream[2]
- Titre français : Dream a Little Dream
- Autre titre : De l'autre côté du rêve

- Réalisation : Marc Rocco
- Scénario : Marc Rocco, Daniel Jay Franklin et D.E. Eisenberg
- Direction artistique : Melody Levy
- Costumes : Kristine Brown
- Photographie : Russell McElhatton
- Son : Barney Cabral, Kelly Cabral, Mark Hollingsworth, Elizabeth Kenton et Asher Yates
- Musique : John William Dexter
- Chorégraphes : Corey Feldman et Tony Fields

- Production : Marc Rocco et D.E. Eisenberg
- Société(s) de production : Vestron Pictures (en)
- Pays de production :  États-Unis
- Langue originale : Anglais

- Format : couleur (Technicolor)
- Genre : Comédie dramatique et fantastique
- Durée : 114 minutes

- Dates de sortie :
  - États-Unis : 3 mars 1989
  - Allemagne : 6 juillet 1989
  - Japon : 14 avril 1990
  - France, Belgique : inconnue
- Classification : tous public

## Distribution
- Corey Feldman : Bobby Keller
- Corey Haim : Dinger
- Meredith Salenger : Lainie Diamond
- Jason Robards : Coleman Ettinger
- Piper Laurie : Gena Ettinger
- Harry Dean Stanton : Ike Baker
- William McNamara : Joel
- Ria Pavia : Maureen
- Lala Sloatman : Shelley
- Laura Lee Norton : Marge
- John Ward : Derek
- Matt Adler : Dumas
- Josh Evans : Low Life #1
- Jody Smith : Low Life #2
- Kent Faulcon : Low Life #3
- Alex Rocco : Gus Keller
- Victoria Jackson : Kit Keller
- Russell Livingstone : Neighbor Next Door
- Mickey Thomas : Mr. Pattison
- Fran Taylor : Sheila Baker
- Susan Blakely : Cherry Diamond
- John Grissom : P.E. Coach
- John Ford Coley : Ron

## Bande originale
La bande sonore est un mélange de rock et de musique classique des années 1980. La BO comprend ainsi Dreams to Remember de Otis Redding, Into the Mystic de Van Morrison, Time Runs Wild de Danny Wilde, It's The End Of The World As We Know It de R.E.M., The Future's So Bright, I Gotta Wear Shades de Timbuk 3 et la version Rock On (en) de Michael Damian. Le clip vidéo de Rock On inclut certains membres du casting tels Corey Feldman, Meredith Salenger ou encore Corey Haim. La chanson de Damian — une reprise de la version de David Essex datant de 1973 — fut première au hit-parade Hot 100 lors du week-end du 3 juin 1989.
Mickey Thomas, le chanteur et leader du groupe Starship, a enregistré le thème du film ainsi qu’une version duo avec Mel Tormé pour la BO. Ce duo figure à la fin du film, durant le générique. Thomas apparaît aussi dans le film : il tient le rôle du professeur Mr. Pattison.
Bande originale
1. Dream a Little Dream of Me de Mickey Thomas – 2:52
2. Time Runs Wild de Danny Wilde – 4:44
3. Whenever There's a Night de Mike Reno – 3:34
4. Dreams Come True (Stand Up and Take It) de Lone Justice – 4:05
5. Into the Mystic de Van Morrison – 3:30
6. It's the End of the World as We Know It (And I Feel Fine) de R.E.M. – 4:00
7. Rock On (en) de Michael Damian – 3:21
8. You'd Better Wait de Fee Waybill – 3:21
9. Never Turn Away de Chris Thompson – 3:07
10. I've Got Dreams to Remember de Otis Redding – 3:12
11. Dream a Little Dream of Me de Mel Tormé – 2:51

Autres chansons
- Future's So Bright I Gotta Wear Shades de Timbuk 3 - 3:20
- Young At Heart de Frank Sinatra
- The Midnight Hour de Wilson Pickett
- Where Is She? de Blue Future
- Dress To Kill de Steve Plunkett

## Production
Le titre du film s’inspire directement de la chanson Dream a Little Dream of Me, omniprésente dans l’histoire. Dream a Little Dream marque la troisième collaboration entre Corey Haim et Corey Feldman, qui avaient déjà tournés ensemble dans plusieurs succès : Génération perdue et Plein pot (License to Drive). Corey Feldman a lui-même chorégraphié la scène du gymnase où il danse devant Meredith Salenger. Une suite, intitulée Dream a Little Dream 2 est sortie en 1994, toujours avec le duo fétiche du film.